# Imenje (gmina Šentjernej)
Imenje – wieś w Słowenii, w gminie Šentjernej. W 2018 roku liczyła 22 mieszkańców.